# Мале Бабарикіно
Мале Бабари́кіно (рос. Малое Бабарыкино) — присілок у складі Шегарського району Томської області, Росія. Входить до складу Баткатського сільського поселення.

## Населення
Населення — 64 особи (2010; 95 у 2002).
Національний склад (станом на 2002 рік):
- росіяни — 81 %